# SixDegrees
SixDegrees.com је prva društvena mreža, koja je bila aktivna od 1997. do 2001. godine. 
Bila je zasnovana na umrežavanju korisnika. 
Ime je dobila po šest stepeni razdvajanja i bilo je dozvoljeno korisnicima da imaju svoju listu prijatelja, članova porodice i poznanika, kako na sajtu, tako i sa spoljnim kontaktima, koji se pozivaju da se pridruže sajtu. 
Korisnici su podeljeni na 6 nivoa i prema tome im je bilo dozvoljeno da dobijaju poruke i pregledaju profile. 
Njegovi naslednici su  Myspace, LinkedIn,  Facebook,  Twitter.
Na svom vrhuncu ova kompanija je imala 100 zaposlenih i 3.500.000 registrovanih članova.
Ovaj sajt je prodat 1999. godine za 125 miliona dolara.

## Literatura
- Bedell, Doug. "Meeting your new best friends: Six Degrees widens your contacts in exchange for sampling Web sites". The Dallas Morning News, October 27, 1998.